# Pertusaria phusoidaoensis
Pertusaria phusoidaoensis är en lavart som beskrevs av Jariangpr. Pertusaria phusoidaoensis ingår i släktet Pertusaria och familjen Pertusariaceae.   Inga underarter finns listade i Catalogue of Life.